# وائل فراج
وائل فراج لاعب كرة قدم مصري في مركز الهجوم.